# Тьйоурсау
63°47′ пн. ш. 20°48′ зх. д. / 63.783° пн. ш. 20.800° зх. д.
Тьйоурсау (ісл. Þjórsá) — найдовша річка Ісландії, довжиною 230 км. Тече на півдні острова.
Тьйоурсау має льодовикове походження, живиться водою з Гофсйокутля, тече гірськими ущелинами Ісландського плато. Нижче за течією ще на височині в неї впадає Тунґнаа. На річці розташований досить великий острів — Арнес, де в минулому був палац Тінґ. Кільцева дорога перетинає річку по мосту між Сельфоссом та Гетлею. За кілька кілометрів на південь річка впадає в Атлантичний океан.